# يوسف كانتي
يوسف كانتي (بالفرنسية: Youssouf Kanté)‏ هو لاعب كرة قدم فرنسي في مركز الهجوم، ولد في 13 أغسطس 1984 في باريس في فرنسا. لعب مع أدو دين هاغ ونادي أسترا جورجو ونادي باولم ونادي سينيتسا.